# Плакаоница
Плакаоница је насеље у општини Лепосавић на Косову и Метохији. Површина катастарске општине Плакаоница где је атар насеља износи 2.559 ha. Припада месној заједници Лепосавић. Налази се на Рогозни, 20 km западно од Лепосавића и гранично је село са Градом Новим Пазаром. Према легенди имена села Плакаоница, Кукавица и Цранац су везана за време када се почело са првим ископавањем руде у овом крају. Легенда каже када су људи почели са радом на првом брду су заплакали и брдо је добило назив Плакаоница, на другом су закукали -Кукавица, а на трећем се у црно завили и место је названо Црнац. И данас у селу има више остатака старих средњовековних рударских насеље и рдионица у којима се исплакивала и пречишћавала руда.
Овде се налази Споменик природе „Комплекс церових стабала на месту званом Рашковска река – Дубља“.

## Демографија
- попис становништва 1948: 99
- попис становништва 1953: 121
- попис становништва 1961: 128
- попис становништва 1971: 75
- попис становништва 1981: 24
- попис становништва 1991: 15

У насељу 2004. године живи 14 становника и има 8 домаћинстава. Родови који живе у овом селу су : Милосављевићи, Симићи, Лазовићи, Брановићи.